# Ana Nogueira Batista
Ana Nogueira Batista (Icó, CE, 22 de outubro de 1870 — Niterói, RJ, 22 de maio de 1967) foi uma poetisa brasileira.

## Vida
Era a caçula de nove filhos. Filha de João Nogueira Rabelo e de Teresa de Albuquerque Nogueira Rabelo, conhecido casal da região por sua atuação na causa abolicionista. Desde cedo, Ana demonstrou interesse pela leitura. Quando menina gostava de escrever e participava de festas comemorativas declamando versos que escrevia.
Ana Nogueira Batista ficou órfã de mãe aos dois anos de idade, e sua madrasta Dona Joaquina foi quem a inseriu no mundo da literatura, colocando-a em contato com a leitura e o aprendizado de línguas estrangeiras, principalmente o francês. Aos nove anos, sabia ler em francês e era solicitada como intérprete para os viajantes que passavam por sua região. Aos dez anos há relatos de sua participação em saraus, inclusive declamando poemas abolicionistas em Fortaleza, onde foi morar com a família.
Seu casamento aconteceu em 1896, aos 26 anos, com Manuel Sabino Batista, também conhecido como Satyro Alegrete, poeta e jornalista paraibano, um dos fundadores do movimento literário Padaria Espiritual. Depois de três anos de casada, ficou viúva, com dois filhos pequenos e grávida de uma menina que morreu com apenas dez meses. As mortes do marido e da filha abalaram sua vida; passou a criar os filhos sozinha sem estrutura financeira. A convite de sua irmã Thereza, que lhe deu assistência, foi morar em Recife com os filhos. Surgiu a oportunidade de ser professora. Durante o dia, dava aulas, e à noite, fazia um curso na Escola Propagadora da Instrução Pública diplomando-se Professora em 1903.

## Obra
Ana Nogueira Batista colaborou em Fortaleza nos jornais: O Libertador, Constituição, República, O Pão, O Domingo, O Reporter, A Evolução de Fortaleza. Para o jornal O Pão, escreveu dois poemas em 1896: “No templo” e “Vita Nuova”. Frequentou as reuniões e outras atividades organizadas pelo grupo de jovens rapazes da Padaria Espiritual, foi das poucas mulheres a participar dessa associação literária cearense, junto com Francisca Clotilde e Alba Valdez, sendo a única mulher a publicar suas poesias no periódico O Pão e a participar das fornadas.
Também publicou nos seguintes jornais fora do estado do Ceará: O Rio Negro, de Manaus; A Província do Pará, de Belém; Gazeta de Notícias, do Rio de Janeiro e Cidade de Campinas, de São Paulo.
A poesia de Ana Nogueira tinha um grande viés abolicionista devido ao seu convívio com os ideais de seu pai. Ela também fazia certa idealização da natureza, tinha como motivos emblemáticos de seus poemas a saudade e lamentos, sendo pertencente a estética do romantismo.
Em 1902, com outras escritoras do Recife, fundou a revista O Lyrio, para a qual colaborou até o último número da publicação, em novembro de 1903.